# Michael Pitiot
Michael Pitiot (14 luglio 1970) è un regista televisivo, sceneggiatore e ambientalista francese.

## Biografia
Lavora in Vietnam per l'ambasciata francese dal 1993 al 1998. Dal 1998 al 2000, su una giunca cinese, naviga dal Vietnam fino in Francia insieme ad altre 30 persone realizzando il documentario L'Odyssée de Sao Mai.
Nel 2006 si unisce al progetto Tara Expéditions.
Insieme a Yann Arthus Bertrand ha prodotto nel 2010 il documentario Planet Ocean.

## Filmografia
- 2001: L'Odyssée de Sao Mai, 52 minuti, France 2
- 2003: Durban Zulu, 26 minuti, Arte
- 2004: Rivages d’Afrique, Côte Est, 52 minuti, Voyage
- 2005: Rivages d’Afrique, Côte Ouest, 52 minuti, Voyage
- 2006: Poilus d’Alaska, 90 min, con Duhand e Jampolsky, Arte, Radio-Canada
- 2008: Tara, journey to the climate machine, 90 mn, Roblin and Ragobert, Arte
- 2009: Au cœur d’une expédition polaire, 52 minutes, Planète
- 2010: The great Bloom, 52 minuti, France3, Pathé
- 2010: The Sacred Pact, 52 minuti, France3, Pathé
- 2010: The secret world, 52 minuti, France3, Pathé
- 2011: A lost Alliance, 52 minuti, France3, Pathé
- 2012: Tara Ocean, journey to the sources of life, 90 min, France5
- 2012: Planet Ocean, con Y. Arthus-Bertrand, 90 min, France2, Universal Studios
- 2013: Mediterranean con Gérard Darmon (Mediterraneo, Mare Nostrum con voce narrante Christian Iansante), 90 min, France2, Universal Studios
- 2015: Algeria, con Y. Arthus-Bertrand, Yazid Tizi, Jalil Lespert, 90 min, France2
- 2015: Thalassa. Le Climat, con Christophe Cousin, 110 min, France3
- 2016: Terra, con Y. Arthus-Bertrand, Vanessa Paradis, 90 min, France2, Netflix
- 2017: Maroc vu du ciel,[2] 90 min, con Ali Baddou, Yann Arthus-Bertrand, France Télévisions